# Cut!
Cut! is het vierde studioalbum van de Belgische groep Belgian Asociality. Het album werd geproduceerd door Jan De Rijck en Wouter Van Belle.
Twee nummers van het album verschenen als single, te weten Boerderie en Oh ja. Eerder, in 1995, was het nummer De gefrustreerde automobilist al op single verschenen.

## Tracklist
1. Moeitoenie
2. Free
3. Aksion pijndoe
4. Wodka
5. Parkeren
6. De gefrustreerde automobilist
7. Abn op de plee
8. Rapmaster mark
9. Oh ja (instrumentaal)
10. Das intro der Heidi
11. Iron Maidchen Heidi
12. Technische steurunge
13. Stagedive
14. Angst
15. Absorb it boys
16. Http
17. Veeteeltmaatschappij
18. Producer naar de foeter
19. Frak aan
20. Happy birthday
21. Spaghettiwestern
22. Krakende beentjes
23. Bompa Punk
24. Aksion pijndoe ii
25. Dominus sanctus
26. ATP
27. De yooh koeien
28. Feasty boys
29. Gepikt van de boerenzonen
30. Boerderie
31. Korte x-pauze
32. Gilgrieten
33. Spanje
34. Begin - einde
35. Non, non, rien va changer
36. Skiverlof in Jamaica
37. Zuipvietnamees hangbuikzwijn
38. Kordaat geweigerd
39. Marihuana in my jupiler (instrumentaal)
40. Aksion pijndoe iii

## Meewerkende artiesten
- Producers:
  - Jan De Rijck
  - Wouter Van Belle
- Mixage:
  - Jan De Rijck
- Muzikanten:
  - Chris Ruffo (drums)
  - Jan De Rijck (bewerker)
  - Mark Vosté (zang)
  - Patrick Van Looy (gitaar)
  - Tom Lumbeeck (basgitaar)